# FC Girondins de Bordeaux
FC Girondins de Bordeaux je francoski nogometni klub iz Bordeauxa, ki je pogovorno poimenovan kar Bordeaux.
Klub je bil ustanovljen leta 1881 kot klub različnih športov. Domači stadion kluba je Stade Chaban Delmas, ki se imenuje po bišem županu Bordeauxa, Jacquesu Chaban-Delmasu. Pred tem se je stadion imenoval Parc Lescure.

## Dosežki
Prvak Ligue 1 6:
1949–50, 1983–84, 1984–85, 1986–87, 1998–99, 2008–09.
Prvak Ligue 2 1:
1991–92.
Coupe de France 4:
1941, 1986, 1987, 2013
Coupe de la Ligue 3:
2002, 2007, 2009
Trophée des champions 2:
1986, 2008
Coppa delle Alpi
1980
Pokal Intertoto 1:
1995–96
Pokal UEFA
- podprvak (1): 1995-96

## Players

### Current squad
Posodobljeno 29. Junij 2010
| Št. | Država    | Položaj | Igralec               |
| --- | --------- | ------- | --------------------- |
| 1   | Francija  | GK      | Cédric Carrasso       |
| 2   | Francija  | DF      | Michaël Ciani         |
| 3   | Brazilija | DF      | Carlos Henrique       |
| 4   | Francija  | MF      | Alou Diarra (captain) |
| 5   | Brazilija | MF      | Fernando Menegazzo    |
| 7   | Francija  | MF      | Yoan Gouffran         |
| 8   | Francija  | MF      | Yoann Gourcuff        |
| 9   | Argentina | FW      | Fernando Cavenaghi    |
| 10  | Brazilija | FW      | Jussiê                |
| 11  | Francija  | FW      | David Bellion         |
| 13  | Argentina | DF      | Diego Placente        |
| 16  | Francija  | GK      | Ulrich Ramé           |
| 17  | Brazilija | MF      | Wendel                |
| 18  | Češka     | MF      | Jaroslav Plašil       |
| 20  | Francija  | FW      | Henri Saivet          |

| Št. |          | Položaj | Igralec            |
| --- | -------- | ------- | ------------------ |
| 21  | Francija | DF      | Mathieu Chalmé     |
| 22  | Francija | MF      | Grégory Sertić     |
| 24  | Mali     | MF      | Abdou Traoré       |
| 25  | Francija | DF      | Ludovic Sané       |
| 27  | Francija | DF      | Marc Planus        |
| 28  | Francija | DF      | Benoît Trémoulinas |
| 30  | Francija | GK      | Abdoulaye Keita    |
| 40  | Francija | GK      | Fabien Farnolle    |
| –   | Francija | MF      | Matthieu Saunier   |
| –   | Francija | MF      | Paul Lasne         |
| –   | Francija | GK      | Kévin Olimpa       |
| –   | Mali     | FW      | Cheick Diabaté     |
| –   | Togo     | MF      | Floyd Ayité        |
| –   | Francija | MF      | Pierre Ducasse     |

### Posojeni igralci
| Št. | Država                       | Položaj | Igralec                                      |
| --- | ---------------------------- | ------- | -------------------------------------------- |
| --  | Mali                         | FW      | Cheik Diabaté (Posojen klubu Ajaccio)        |
| 27  | Francija                     | DF      | Ted Lavie (Posojen klubu Angers)             |
| 26  | Francija                     | FW      | Gabriel Obertan (Posojen klubu Lorient)      |
| 23  | Francija                     | DF      | Florian Marange (Posojen klubu Le Havre)     |
| --  | Demokratična republika Kongo | GK      | Parfait Mandanda (Posojen klubu AS Beauvais) |

### Znani igralci
| Francozi - William Ayache - Ibrahim Ba - Patrick Battiston - Philippe Bergeroo - Eric Cantona - Didier Deschamps - Vikash Dhorasoo - Raymond Domenech - Dominique Dropsy - Christophe Dugarry - Jean-Marc Ferreri - Jean Gallice - René Girard - Alain Giresse - Bernard Lacombe - Lilian Laslandes - Bixente Lizarazu - Johan Micoud - Stéphane Paille - Jean-Pierre Papin - Ulrich Ramé - Alain Roche - Henri Saivet - Gérard Soler - Jean-Christophe Thouvenel - Jean Tigana - Marius Trésor - Philippe Vercruysse - Sylvain Wiltord - Zinédine Zidane - Jean-Claude Darcheville - Yoann Gourcuff Argentinci - Héctor de Bourgoing - Fernando Cavenaghi Alžirci - Ali Benarbia Belgijci - Gilbert Bodart - Enzo Scifo - Marc Wilmots - Patrick Vervoort Brazilci - Eduardo Costa - Deivid - Denílson - Fernando - Ricardinho - Sávio - Marcio Santos |  | Kamerunci - Joseph-Antoine Bell Kolumbijci - Edixon Perea Valencia Državljani Slonokoščene obale - Cyril Domoraud Čehi - Vladimír Šmicer Danci - Jesper Olsen Nemci - Klaus Allofs - Manfred Kaltz - Dieter Müller - Uwe Reinders Grki - Michalis Kapsis Islandci - Arnór Guðjohnsen Črnogorci - Niša Saveljić Nizozemci - Wim Kieft - Stanley Menzo - Kiki Musampa - Richard Witschge Paragvajci - Leongino Unzaim Portugalci - Marco Caneira - Fernando Chalana - Pauleta Rusi - Alexey Smertin Španci - Salvador Artigas - Iván Pérez Muñoz - Víctor Torres Mestre - Albert Celades - Albert Riera |

## Trenerji
Elie Baup je bil trener Bordeauxa med letoma 1998 in 2003. Bivši Bordeauxov vezist Michel Pavon je psotal glavni trener kluba 24. oktobra 2003. Zaradi zdravstvenih težav je odstopil in v juniju 2005 nadaljeval delo kot skavt. Brazilec Ricardo je takrat postal novi trener do prihoda Laurenta Blanca v eltu 2007.
| - 1937-1942 : Benito Díaz - 1942-1943 : Santiago Urtizberea - 1943: Eugen Stern - 1943-1945 : Oscar Saggiero - 1945-1947 : Maurice Bunyan - 1947-1957 : André Gérard - 1957 : Santiago Urtizberea - 1957-1960 : Camille Libar - 1960-1967 : Salvador Artigas - 1967-1970 : Jean-Pierre Bakrim - 1970 : Pierre Danzelle - 1970-1972 : André Gérard - 1972-1974 : Pierre Phelipon - 1974-1976 : André Menaut - 1976-1978 : Christian Montes - 1978-1979 : Luis Carniglia - 1979-1980 : Raymond Goethals - 1980-1989 : Aimé Jacquet |  | - 1989 : Didier Couécou - 1989-1990 : Raymond Goethals - 1990 : Gernot Rohr - 1990-1991 : Gérard Gili - 1991-1992 : Gernot Rohr - 1992-1994 : Rolland Courbis - 1994-1995 : Toni - 1995: Eric Guérit - 1995-1996: Slavo Muslin - 1996: Gernot Rohr - 1996-1997 : Rolland Courbis - 1997: Guy Stéphan - 1998-2003 : Elie Baup - 2003-2005 : Michel Pavon - 2005-2007: Ricardo Gomes - 2007- : Laurent Blanc |